# 郵貯ラリー協会
郵貯ラリー協会（ゆうちょラリーきょうかい、以下協会）は、国際ボランティア貯金の普及を目的に「国際ボランティア貯金ラリー（以下ラリー）」などの事業を行う任意団体。

## 協会の概要と郵貯ラリー
- 当初は「郵貯協会」と称した。
- 1988年に記念貯金（この場合は預金の一部を国際的なボランティアに寄付できる口座のこと）のために通帳を別口で所持できるよう国会に請願した。
- 1990年6月に国際ボランティア貯金法が参議院を通過した。
- 同年10月には郵貯ラリーの開始に伴い、成立当初名の「郵貯協会」から「郵貯ラリー協会」に改称した。
- 1990年12月、ラリーの根本となる「'91国際ボランティア貯金ラリー・ルールブック」が完成。翌年1月からの国際ボランティア貯金開始と共に、郵便貯金振興会等の後援でラリーが開始された。
  - 当時は暦年1年間を期間としていた（後に年度制に変更）。
  - 後援団体は省庁再編の関係で、郵便貯金振興会から郵政省、郵政事業庁(いずれも当時)と移り変わり、2006年度現在では日本郵政公社が後援している。
- 1990年代には、種村直樹の著作に取り上げられた旅行貯金がブームになったこともあり、参加者数が増えていった。
  - 貯金（預入）した郵便局の単純な局数を競うだけではなく、例外規定、ボーナス的規定（後述）も含んでいたため、地方への旅行喚起にもつながった。
- 鈴木聰男代表は著名なアマチュア無線家でもあったことから、雑誌「CQ Ham radio」（CQ出版社）に「郵貯YOU」というコーナーを連載し、郵貯ラリーの広報に務めた。
  - ラリーのルールはアマチュア無線を参考としており（後述）、ラリー用語にハム用語が多いのは鈴木によるところが大きい。
  - 当時加入者数が増えつつあったパソコン通信・NIFTY-Serveにも進出し、コレクターズフォーラム（FCOLLG）に郵便局情報の交換や局巡り記などの会議室を設け、コミュニティの醸成に務めた。
  - 郵貯ラリー参加者やNIFTY-Serve出身者が自らインターネット上にウェブサイトや電子掲示板を設け、更なるコミュニティの隆盛に繋がった。
- 2002年には、協会の圧倒的な牽引力を誇り、カリスマ的存在であった鈴木聰男代表が亡くなり、初代協会は消滅した。
- 2002年8月、その意志を継ぐ者によって現協会が設立され、旧協会の代表代行であった鈴木の妻の了承を得て旧協会の事業を継承した。
  - これによって旧協会に強かったアマチュア無線色を減衰し（なくなった訳ではない）、新役員の集団指導体制が確立された。

## 郵貯ラリーの規定
基本的にポイントのルールはアマチュア無線で「コンテスト」と呼ばれる競技スタイルの交信大会に基づいている。（交信局数×地域数）
- 当該貯金口座で「国際ボランティア貯金」を契約していることが必須。
- 1人1口座のみ参加資格を有する（かつては曖昧だったが、現在では規則に明記されている）。
- 基本的にカウントは、1局につき1回のみ。
- 期間中に貯金した郵便局1局に付き1ポイント。但し郡部では1局に付き3ポイント。窓口でなくATMでも可。
- 郵便局ポイントの総計に、期間中に貯金したマルチ（郵便局の5桁「取扱局番」の内、上2桁。位置する県・地域を示すコード）の個数を乗じる。
- 以上とは別に、郵便局名の印に観光フレーズ、イラスト等（都道府県名・住所を除く）が含まれている「タカラ印」があれば、ボーナスとして1個1ポイント。
- 実施期間終了時の貯金残高やその結果としての寄付割合、実施期間中発生分の寄付額によってもボーナスポイントあり。
- 参加者は協会から「ルールブック」を取り寄せ、ルールブック内の申請書と当該年度の通帳コピーを返送する。申込期間は当該年度直後の4月中（消印有効）。